# Malegaon, Aurad
Malegaon là một làng thuộc tehsil Aurad, huyện Bidar, bang Karnataka, Ấn Độ.